# Cimanggu (onderdistrict van Pandeglang)
Cimanggu (oude spelling:Tjimanggoe) is een onderdistrict (kecamatan) in het regentschap Pandeglang in de Indonesische provincie Banten op Java, Indonesië.
Cimanggu is gelegen op de westelijke punt van Pandeglang en van het eiland Java.

## Verdere onderverdeling
Het onderdistrict Cimanggu is anno 2010 verdeeld in 12 desas, plaatsen en dorpen:
| Plaats code | Naam kelurahan, plaatsen en dorpen | Inwoners in 2010 |
| ----------- | ---------------------------------- | ---------------- |
| 001         | Rancapinang                        | 3.678            |
| 002         | Cibadak                            | 2.740            |
| 003         | Batuhideung                        | 3.598            |
| 004         | Tugu                               | 1.436            |
| 005         | Kramatjaya                         | 2.862            |
| 006         | Mangkualam                         | 2.276            |
| 007         | Padasuka                           | 3.599            |
| 008         | Ciburial                           | 5.088            |
| 009         | Waringinkurung                     | 2.477            |
| 010         | Cijaralang                         | 2.743            |
| 011         | Cimanggu                           | 2.696            |
| 012         | Tangkilsari                        | 3.441            |